# Lijst van Nederlandse ministers van Financiën
De minister van Financiën staat aan het hoofd van het ministerie van Financiën.

## Bewindslieden sinds 1848
Sinds 1848 hebben onderstaande ministers dit ambt in Nederland vervuld:
| Kabinet                                      | Periode    | Minister                                                                              | Partij/Stroming                     | Opmerking |
| -------------------------------------------- | ---------- | ------------------------------------------------------------------------------------- | ----------------------------------- | --------- |
| Kabinet-Schoof                               | 2024-heden | Eelco Heinen                                                                          | VVD                                 |           |
| kabinet-Rutte IV                             | 2022-2024  | Sigrid Kaag / Rob Jetten (a.i.) / Steven van Weyenberg                                | D66                                 |           |
| kabinet-Rutte III                            | 2017-2022  | Wopke Hoekstra                                                                        | CDA                                 |           |
| kabinet-Rutte II                             | 2012-2017  | Jeroen Dijsselbloem                                                                   | PvdA                                |           |
| kabinet-Rutte I                              | 2010-2012  | Jan Kees de Jager                                                                     | CDA                                 |           |
| kabinet-Balkenende IV                        | 2007-2010  | Wouter Bos / Jan Kees de Jager                                                        | PvdA / CDA                          |           |
| kabinet-Balkenende III                       | 2006-2007  | Gerrit Zalm                                                                           | VVD                                 |           |
| kabinet-Balkenende II                        | 2003-2006  | Gerrit Zalm                                                                           | VVD                                 |           |
| kabinet-Balkenende I                         | 2002-2003  | Hans Hoogervorst                                                                      | VVD                                 |           |
| kabinet-Kok II                               | 1998-2002  | Gerrit Zalm                                                                           | VVD                                 |           |
| kabinet-Kok I                                | 1994-1998  | Gerrit Zalm / Hans Wijers (a.i.) / Gerrit Zalm                                        | VVD / D66                           |           |
| kabinet-Lubbers III                          | 1989-1994  | Wim Kok                                                                               | PvdA                                |           |
| kabinet-Lubbers II                           | 1986-1989  | Onno Ruding                                                                           | CDA                                 |           |
| kabinet-Lubbers I                            | 1982-1986  | Onno Ruding                                                                           | CDA                                 |           |
| kabinet-Van Agt III                          | 1982       | Fons van der Stee                                                                     | CDA                                 |           |
| kabinet-Van Agt II                           | 1981-1982  | Fons van der Stee                                                                     | CDA                                 |           |
| kabinet-Van Agt I                            | 1977-1981  | Frans Andriessen / Gijs van Aardenne (a.i) / Fons van der Stee                        | KVP / VVD / KVP                     |           |
| kabinet-Den Uyl                              | 1973-1977  | Wim Duisenberg                                                                        | PvdA                                |           |
| kabinet-Biesheuvel II                        | 1972-1973  | Roelof Nelissen                                                                       | KVP                                 |           |
| kabinet-Biesheuvel I                         | 1971-1972  | Roelof Nelissen                                                                       | KVP                                 |           |
| kabinet-De Jong                              | 1967-1971  | Johan Witteveen                                                                       | VVD                                 |           |
| kabinet-Zijlstra                             | 1966-1967  | Jelle Zijlstra                                                                        | ARP                                 |           |
| kabinet-Cals                                 | 1965-1966  | Anne Vondeling                                                                        | PvdA                                |           |
| kabinet-Marijnen                             | 1963-1965  | Johan Witteveen                                                                       | VVD                                 |           |
| kabinet-De Quay                              | 1959-1963  | Jelle Zijlstra                                                                        | ARP                                 |           |
| kabinet-Beel II                              | 1958-1959  | Jelle Zijlstra                                                                        | ARP                                 |           |
| kabinet-Drees III                            | 1956-1958  | Hendrik Jan Hofstra                                                                   | PvdA                                |           |
| kabinet-Drees II                             | 1952-1956  | Johan van de Kieft                                                                    | PvdA                                |           |
| kabinet-Drees I                              | 1951-1952  | Piet Lieftinck / Willem Drees (a.i.)                                                  | PvdA / PvdA                         |           |
| kabinet-Drees-Van Schaik                     | 1948-1951  | Piet Lieftinck                                                                        | PvdA                                |           |
| kabinet-Beel I                               | 1946-1948  | Piet Lieftinck                                                                        | PvdA                                |           |
| kabinet-Schermerhorn-Drees                   | 1945-1946  | Piet Lieftinck                                                                        | PvdA                                |           |
| kabinet-Gerbrandy III                        | 1945       | Gerardus Huysmans                                                                     | KVP                                 |           |
| kabinet-Gerbrandy II                         | 1941-1945  | Max Steenberghe (a.i.) / Johan Willem Albarda (a.i.) / Johannes van den Broek         | RKSP / SDAP / partijloos (liberaal) |           |
| kabinet-Gerbrandy I                          | 1940-1941  | Charles Welter (a.i.)                                                                 | RKSP                                |           |
| kabinet-De Geer II                           | 1939-1940  | Dirk Jan de Geer                                                                      | CHU                                 |           |
| kabinet-Colijn V                             | 1939       | Christiaan Wilhelm Bodenhausen                                                        | (conservatief liberaal)             |           |
| kabinet-Colijn IV                            | 1937-1939  | Jacob Adriaan de Wilde / Hendrik Colijn (a.i.)                                        | ARP                                 |           |
| kabinet-Colijn III                           | 1935-1937  | Pieter Oud                                                                            | VDB                                 |           |
| kabinet-Colijn II                            | 1933-1935  | Pieter Oud                                                                            | VDB                                 |           |
| kabinet-Ruijs de Beerenbrouck III            | 1929-1933  | Dirk Jan de Geer                                                                      | CHU                                 |           |
| kabinet-De Geer I                            | 1926-1929  | Dirk Jan de Geer                                                                      | CHU                                 |           |
| kabinet-Colijn I                             | 1925-1926  | Hendrik Colijn                                                                        | ARP                                 |           |
| kabinet-Ruijs de Beerenbrouck II             | 1922-1925  | Dirk Jan de Geer / Hendrik Colijn                                                     | CHU / ARP                           |           |
| kabinet-Ruijs de Beerenbrouck I              | 1918-1922  | Simon de Vries Czn / Dirk Jan de Geer                                                 | ARP / CHU                           |           |
| kabinet-Cort van der Linden                  | 1913-1918  | Anthonij Ewoud Jan Bertling / Marie Willem Frederik Treub / Anton van Gijn            |                                     |           |
| kabinet-Heemskerk                            | 1908-1913  | Maximilien Joseph Caspar Marie Kolkman                                                |                                     |           |
| kabinet-De Meester                           | 1905-1908  | Theodoor Herman de Meester                                                            |                                     |           |
| kabinet-Kuyper                               | 1901-1905  | Joannes Josephus Ignatius Harte van Tecklenburg                                       |                                     |           |
| kabinet-Pierson                              | 1897-1901  | Nicolaas Gerard Pierson                                                               |                                     |           |
| kabinet-Röell                                | 1894-1897  | Jacobus Petrus Sprenger van Eyk                                                       |                                     |           |
| kabinet-Van Tienhoven                        | 1891-1894  | Nicolaas Gerard Pierson                                                               |                                     |           |
| kabinet-Mackay                               | 1888-1891  | Karel Antonie Godin de Beaufort                                                       |                                     |           |
| kabinet-Heemskerk Azn.                       | 1883-1888  | Willem Johan Lucas Grobbée / Jacobus Cornelis Bloem                                   |                                     |           |
| kabinet-Van Lynden van Sandenburg            | 1879-1883  | Simon Vissering / Theo van Lynden van Sandenburg                                      |                                     |           |
| kabinet-Kappeyne van de Coppello             | 1877-1879  | Johan George Gleichman                                                                |                                     |           |
| kabinet-Heemskerk-Van Lynden van Sandenburg  | 1874-1877  | Hendrik Jacob van der Heim                                                            |                                     |           |
| kabinet-De Vries-Fransen van de Putte        | 1872-1874  | Albertus van Delden                                                                   |                                     |           |
| kabinet-Thorbecke III                        | 1871-1872  | Pieter Blussé van Oud-Alblas                                                          |                                     |           |
| kabinet-Van Bosse-Fock                       | 1868-1871  | Pieter Philip van Bosse                                                               |                                     |           |
| kabinet-Van Zuylen van Nijevelt              | 1866-1868  | Rutger Jan Schimmelpenninck van Nijenhuis                                             |                                     |           |
| kabinet-Fransen van de Putte                 | 1866       | Pieter Philip van Bosse                                                               |                                     |           |
| kabinet-Thorbecke II                         | 1862-1866  | Gerardus Henri Betz / Nicolaas Olivier (a.i.)                                         |                                     |           |
| kabinet-Van Zuylen van Nijevelt-Van Heemstra | 1861-1862  | Jacob George Hieronymus van Tets van Goudriaan                                        |                                     |           |
| kabinet-Van Hall-Van Heemstra                | 1860-1861  | Floris Adriaan van Hall / Johannes Servaas Lotsy (a.i.)                               |                                     |           |
| kabinet-Rochussen                            | 1858-1860  | Pieter Philip van Bosse                                                               |                                     |           |
| kabinet-Van der Brugghen                     | 1856-1858  | Agnites Vrolik                                                                        |                                     |           |
| kabinet-Van Hall-Donker Curtius              | 1853-1856  | Elisa Cornelis Unico van Doorn / Floris Adriaan van Hall (a.i.) / Agnites Vrolik      |                                     |           |
| kabinet-Thorbecke I                          | 1849-1853  | Pieter Philip van Bosse                                                               |                                     |           |
| kabinet-De Kempenaer-Donker Curtius          | 1848-1849  | Pieter Philip van Bosse                                                               |                                     |           |
| kabinet-Schimmelpenninck                     | 1848       | Gerrit Schimmelpenninck / Pieter Philip van Bosse / Pieter Adrianus Ossewaarde (a.i.) |                                     |           |

## Onder koning Willem II 1840-1848
- Mr. W.L.F.Ch. ridder van Rappard, van 1 januari 1848 tot 25 maart 1848
- Mr. F.A. baron van Hall, van 7 maart 1844 tot 1 januari 1848
- Mr. F.A. baron van Hall a.i. van 22 september 1843 tot 7 maart 1844
- Mr. J.A. baron van der Heim van Duivendijke van 25 juni 1843 tot 22 september 1843
- J.J. Rochussen van 31 juli 1840 tot 25 juni 1843

## Onder koning Willem I 1814-1840
- Mr. A. van Gennep a.i. van 9 januari 1840 tot 1 augustus 1840
- Jhr. Mr.Dr. G. Beelaerts van Blokland a.i. van 30 september 1837 tot 9 januari 1840
- Jhr. Mr.Dr. G. Beelaerts van Blokland van 1 juni 1837 tot 30 september 1837
- Mr. A. van Gennep a.i. van 10 januari 1837 tot 1 juni 1837
- Mr. A.W.N. van Tets van Goudriaan van 10 juni 1828 tot 6 januari 1837
- Mr. P.A. Ossewaarde a.i. van 12 april 1828 tot 10 juni 1828
- Mr. J.H. Appelius van 30 maart 1824 tot 13 april 1828
- Mr. C.Th. Elout van 1 mei 1821 tot 30 maart 1824
- Mr. F.A. Noël Simons a.i. van 11 april 1821 tot 1 mei 1821
- C.Ch. baron Six van Oterleek van 16 maart 1815 tot 11 april 1821

## Onder Soeverein Vorst Willem 1813-1814
- C.Ch. baron Six van Oterleek van 6 april 1814 tot 16 maart 1815
- Elias Canneman van 29 november 1813 tot 6 april 1814

## Franse Tijd 1810-1813
intendant voor de financiën en der publieke schatkist:
- I.J.A. Gogel van 1810 tot 1813

## Onder koning Lodewijk Napoleon 1806-1810
- J.H. Appelius van 27 mei 1809 tot 30 november 1810
- I.J.A. Gogel van 5 juni 1806 tot 26 mei 1809

## Schimmelpenninck 1805-1806
secretaris van staat:
- I.J.A. Gogel van 1 mei 1805 tot 4 juni 1806

## Staatsbewind 1801-1805
thesaurier-generaal:
- Jan Arend de Vos van Steenwijk van 1801 tot 1805

agent van Financiën:
- A.S. Abbema van 2 oktober 1801 tot 7 december 1801

## Uitvoerend Bewind 1798-1801
agent van Financiën:
- I.J.A. Gogel van 22 januari 1798 tot 1 oktober 1801

## Republiek der Verenigde Nederlanden 1588-1795
thesaurier-generaal:
- H. van Alphen van 1793 tot 1795
- F. van der Hoop van 1787 tot 1793
- D.R. Wyckerheld Bisdom van 1785 tot 1787
- P.A. Gilles van 1769 tot 1785
- J. Hop van 1753 tot 1769
- J. de la Bassecour van 1750 tot 1753
- J. van der Does van 1746 tot 1749
- J. de la Bassecour van 1738 tot 1746
- N. ten Hove van 1737 tot 1738
- A. van der Heim van 1727 tot 1737
- S. van Slingelandt van 1725 tot 1727
- J. Hop van 1700 tot 1725
- C. Burch van 1666 tot 1699
- H. van Beverningh van 1657 tot 1665
- G. Brasser van 1637 tot 1654
- J. van Gogh van 1628 tot 1637
- J. de Bie van 1588 tot 1628

## Unie van Utrecht 1579-1588
thesaurier-generaal:
- J. de Bie van 1586 tot 1588
- G. Prouninck van Deventer benoemd 1584
- J. van Lier benoemd 1579

Minister-president · Algemene Zaken · Asiel en Migratie · Binnenlandse Zaken en Koninkrijksrelaties · Buitenlandse Zaken · Defensie · Economische Zaken · Financiën · Infrastructuur en Waterstaat · Justitie · Klimaat en Groene Groei · Landbouw, Visserij, Voedselzekerheid en Natuur · Onderwijs, Cultuur en Wetenschap · Sociale Zaken en Werkgelegenheid · Volksgezondheid, Welzijn en Sport · Volkshuisvesting en Ruimtelijke Ordening · zonder portefeuille

Voormalige ministeries: 

Eredienst